# Манастир Тисмана
Манастир Тисмана (рум. Mănăstirea Tismana) је манастир Крајовске архиепископије Румунске православне цркве (историјска Северинска бановина), који се налази у близини Тисмане у историјском региону Влашке у Румунији. Манастир је основао Никодим Тисмански за време Влајку Водја и освећен одмах после његове смрти 15. августа 1378. године, па је манастирска црква посвећена Успењу Пресвете Богородице.
Манастир је светиња влашког идентитета и ту је Тудор Владимиреску објавио Влашки устанак, након чијег пораза је Влашка изгубила свој идентитет.